# Сканнер-полицейский 2
«Сканнер-полицейский 2: Месть Волкина» (также «Сканнер-полицейский 2: Разборка») — кинофильм 1995 года, иное английское название — «Scanners: Volkin Revenge». Фильм является пятым в серии, начатой фильмом «Сканнеры» 1981 года.

## Сюжет
Преступник-сканнер Карл Волкин (Патрик Килпатрик), сбежав из психушки (где было отделение для сканнеров), разыскивает полицейского Сэма Стазиака (более сильного сканнера), который и засадил Волкина в психушку. В момент побега Карл случайно убил сканнера и обнаружил, что это увеличило его силы. И теперь Волкин приближает сладкий момент мести — встречу со Стазиаком, попутно убивая и отбирая энергию у других сканнеров и становясь всё сильнее и сильнее...